# Näs distrikt, Jämtland
Näs distrikt är ett distrikt i Östersunds kommun och Jämtlands län. Distriktet ligger omkring Fåker i mellersta Jämtland. 

## Tidigare administrativ tillhörighet
Distriktet inrättades 2016 och utgörs av Näs socken i Östersunds kommun.
Området motsvarar den omfattning Näs församling hade 1999/2000.

## Tätorter och småorter
I Näs distrikt finns en tätort och en småort. 

### Tätorter
- Fåker, Ålsta och Månsta

### Småorter
- Bjärme